# Aafje Heynis
Aafje Heynis (2 de mayo de 1924-16 de diciembre de 2015) fue una contralto neerlandesa. Especialista en recitales de lied y música barroca.

## Biografía
Nace en Krommenie (Holanda) y desde pequeña canta en el coro infantil de su localidad, además de estudiar piano. El director del coro la anima a que tome clases de canto, teniendo como profesores a la soprano Aaltje Noorderwier-Reddingius, al barítono Laurens Bogtman, sobre todo, al Roy Henderson, maestro de la gran contralto Kathleen Ferrier, con la que establecieron una rivalidad artística.
El éxito le llegó en 1948 cuando interpreta la Rapsodia para contralto de Johannes Brahms en el Concertgebouw de Ámsterdam y dirigida por Eduard van Beinum. Su carrera se centró en el lied, el oratorio, la música barroca (Georg Friedrich Haendel, Felix Mendelssohn y Claudio Monteverdi) y Gustav Mahler. De sus interpretaciones destacan el oratorio Pasión según San Mateo de Johann Sebastian Bach, la Segunda Sinfonía de Mahler y la ya citada Rapsodia de Brahms.
En 1961 fue galardonada con el Premio Harriet Cohen de música y se retira en 1984. También ha sido profesora de canto y técnica vocal.

### Zaan 1945
En 1945, cuando los Países Bajos fueron liberados de la ocupación alemana, el pueblo de Zaan estalló en júbilo y algunos vecinos sacaron un piano a la calle para tocar. Pidieron cantar a una joven Aafje Heynis que interpretó Dank sei dir, Herr de Haendel y todos los presentes empezaron a llorar de la emoción. Ella mismo comentó que nunca volvió a cantar a Haendel con la misma inspiración.